# Felidhoo
Felidhoo är en ö i Felidhuatollen i Maldiverna. Den ligger i den sydöstra delen av landet, 75 km söder om huvudstaden Malé. Den är centralort i den administrativa atollen Vaavu. 